# Martin Cummins
Martin Cummins (ur. 28 listopada 1969 w North Delta) – kanadyjski aktor, reżyser, scenarzysta i producent wykonawczy. W 1987 ukończył Seaquam Secondary School. Za drugoplanową rolę w niezależnym filmie fabularnym Love Come Down zdobył w 2001 roku nagrodę Genie.

## Filmografia
- 1987: Niebezpieczna zatoka jako Bill
- 1988: Niebezpieczna zatoka jako Jeff
- 1989: Piątek, trzynastego VIII: Jason zdobywa Manhattan jako Wayne Webber
- 1994: Nieśmiertelny jako Pete Wilder
- 1996−1999: Mroczne dziedzictwo jako Nick Boyle
- 2001–2002: Cień anioła jako Ames White
- 2002: W zasięgu strzału jako Russell Williams
- 2002–2004: Tajemnice Smallville jako dr Lawrence Garner
- 2003: Gwiezdne wrota jako Aden Corso
- 2004: Life As We Know It jako trener Dave Scott
- 2004: Andromeda jako Kulis Bara
- 2007: 4400 jako Gabriel Hewitt
- 2007–2008: Kyle XY jako Brian Taylor
- 2010–2011: Tożsamość śledztwa jako detektyw Terry Rhodes
- 2015–2016: UnReal jako Brad
- 2017–2018: Riverdale jako szeryf Keller